# جيمس فورست
جيمس فوريست (بالإنجليزية: James Forrest)‏ وهو لاعب كرة قدم أسكتلندي في مركز الجناح ولد في يوم 7 يوليو 1991 في بلدة بريستويك في اسكتلندا، يلعب حالياً مع نادي سلتيك ولعب مع منتخب اسكتلندا لكرة القدم ويبلغ طوله 175 سم.

## مسيرته الكروية
لعب جيمس فورست خلال مسيرته الاحترافية مع نادِ واحدٍ في أحد عشر موسمًا وسجل خلالها 58 هدفًا ضمن 243 مباراة. حيث فاز في أربعة مواسم بالكأس وفي تسعة مواسم بالدوري.
خاض جيمس فورست مسيرته مع نادي سلتيك في موسم 2009–10 ليلعب معه أحد عشر موسمًا، مشاركًا في 243 مباراة سجل خلالها 58 هدفًا.

## روابط خارجية
- جيمس فورست على موقع الاتحاد الأوربي (الإنجليزية)
- جيمس فورست على موقع الاتحاد الإسكتلندي (الإنجليزية)
- جيمس فورست على موقع قاعدة بيانات كرة القدم.إي يو (الإنجليزية)
- جيمس فورست على موقع ناشيونال فوتبول تيمز (الإنجليزية)
- جيمس فورست على موقع Soccerbase.com (لاعب) (الإنجليزية)
- جيمس فورست على موقع Soccerway.com (الإنجليزية)
- جيمس فورست على موقع عالم كرة القدم.نت (الإنجليزية)
- جيمس فورست على موقع AS.com (الإسبانية)